# Pfinzquellen
Das Naturschutzgebiet Pfinzquellen liegt auf dem Gebiet der Gemeinden Karlsbad und Marxzell im Landkreis Karlsruhe und der Gemeinde Straubenhardt im Enzkreis in Baden-Württemberg.
Das Gebiet erstreckt sich entlang der Pfinz, eines rechten (östlichen) Zuflusses des Rheins.

## Bedeutung
Für Straubenhardt, Karlsbad und Marxzell ist seit dem 24. Mai 2016 ein 281,2 ha großes Gebiet unter der Kenn-Nummer 2.241 als Naturschutzgebiet ausgewiesen. Es handelt sich um eine Wiesenlandschaft mit unterschiedlich feuchten und unterschiedlich genutztem Grünland sowie die weitgehend naturnahe Talaue der Pfinz.

## Schutzzweck
Wesentlicher Schutzzweck des Naturschutzgebietes ist laut Schutzgebietsverordnung die Erhaltung, Sicherung und Entwicklung
- der unterschiedlich feuchten und unterschiedlich genutzten Grünlandtypen, der Quellen, Sümpfe, Gewässer und Talauen mit weitgehend naturnah verlaufenden Bachbett, gewässerbegleitenden Stauden, Röhrichtbeständen und Gehölzen, der Hecken, Feldgehölze, Wälder und Obstbaumwiesen;
- der oben genannten Strukturen als Standort auch seltener Pflanzenarten, insbesondere der an Sonderstandorte angepassten Arten der Magerrasen, mageren Mähwiesen, Quellfluren, Sümpfe und Nasswiesen;
- der oben genannten Strukturen als Lebensraum einer vielfältigen, zum Teil speziell angepassten und gefährdeten Tierwelt, insbesondere aus den Gruppen der Brut-, Überwinterungs- und Zugvögel, Fledermäuse, Kleinsäuger, Amphibien, Reptilien, Insekten und Spinnen;
- des Landschaftsbildes in seiner Seltenheit, Eigenart und Schönheit als Erholungs- und Naturerlebnisraum.